# コトノアサブキ
コトノアサブキ（欧字名:Kotono Asabuki、1975年4月8日 - 不明）は日本の競走馬である。主に道営競馬（現・ホッカイドウ競馬）で活躍した。

## 略歴
馬齢は旧表記を用いる。なお、道営競馬は1987年以降「ホッカイドウ競馬」と呼称しているが、当時の表記に従って「道営」で表記する。

### デビューから道営転入まで
3歳となった1977年に川崎競馬場でデビュー後3連勝し、南関東三冠（当時は羽田盃・東京ダービー・東京王冠賞）の有力馬と目されたが、重度の屈腱炎を発症したためその後は低迷、4歳となった翌1978年は羽田盃が10着、東京ダービーが5着など勝てず、東京ダービー出走を最後に名古屋競馬場へ転出した。
名古屋では条件戦を3連勝したが、屈腱炎からくる脚部不安が常について回る状態で満足に調教もできず、1年1か月休養。5歳時に復帰初戦を勝利したものの、再び屈腱炎の兆候を示し始めたためまたも休養に入った。コトノアサブキの非凡な能力を確信していた担当装蹄師が当時岩見沢競馬場所属だったことから、昼夜を問わず脚元を管理するため自分の身近に置いてほしいとの進言もあり、脚元の手厚いケアを受けながら再起を期すべく、オーナーサイドはコトノアサブキを道営・黒川武厩舎へ移籍させることを決めた。

### 道営転入後
道営転入後の初戦は、6歳になった1980年6月15日に帯広競馬場のダート1800mで行われた大平原賞（1984年をもって廃止）。一般的に速いタイムが出にくいとされるダートの良馬場ながら、馬なり（騎手が追う動作をせず、馬の走る気に任せていること）で1分49秒7のタイムを記録して圧勝し、関係者を驚愕させた。この走破タイムは帯広競馬場のコースレコードを更新するとともに、当時ダート1800mの日本レコードでもあった。日本レコードはのちに更新されたが、帯広競馬場のレコードタイムとしてはホッカイドウ競馬が帯広での開催を終了した1997年まで、ついに破られることはなかった。2008年以降ダート1800mで行われているチャンピオンズカップ（GI、2013年まではジャパンカップダート）の優勝タイムにも匹敵する好タイムを30年以上も前に地方競馬で記録していたことだけでも能力の高さがうかがえ、名馬と呼ぶには十分であった。
その後も脚部不安を抱えての出走ながら8月に岩見沢競馬場のダート1900mで行われた金杯（1996年で廃止）を1分58秒7のコースレコードで勝利。このレコードタイムも、岩見沢競馬場でのホッカイドウ競馬開催が終了した1997年まで破られることなく残った。このほか、農林水産大臣賞典（のちのステイヤーズカップ）・道営記念も優勝し、6戦6勝（うち重賞4勝）で6歳のシーズンを終えた。
7歳になった1981年も瑞穂賞とシルバーカップ（1985年で廃止）を含め3連勝し、名古屋転入時から通算13連勝を記録したが、調教中に転倒したことなどから3か月半休養、復帰初戦となった道営記念では10着と敗れ、道営馬限定レースで唯一となる黒星を喫した。それでも10日後に行われた日本中央競馬会理事長賞（現：赤レンガ記念）は快勝し、5戦4勝（うち重賞3勝）でシーズンを終えた。
8歳になった1982年も特別・瑞穂賞と連勝した後、大井競馬場へ遠征し中央競馬招待競走（1985年でオールカマーと帝王賞に統合され廃止）へ出走。出遅れながら前年の帝王賞・東京大賞典優勝馬のアズマキングの2着と全国でも十分通用する実力を示し、道営へ戻ってからは大平原賞・日本中央競馬会理事長賞・金杯・道営記念を優勝。7戦6勝2着1回（うち重賞5勝）を記録し、道営記念優勝から2週間後の11月17日に競走馬登録が抹消され、現役を引退した。
道営在籍時の管理調教師だった黒川武の回想によると「屈腱炎は最悪で、普通の馬なら競走生活を続けられないような状態」だったという。

#### 競走成績
生涯成績は30戦23勝だが、名古屋へ移籍後は2敗しかしていない。道営在籍時の成績は3年間で18戦16勝（うち重賞12勝）。道営の重賞で勝ったレースは大半が2着馬を1秒以上引き離しており、うち2回は62kgの負担重量を背負っている。道営所属馬限定のレースで負けたのは7歳時の道営記念だけで、いまなお「道営史上最強馬」と呼ぶ者もいる。
「R」を付記したタイムは、レコードタイムを表す。
| 年月日 | 年月日 | 競馬場 | 競走名                 | 格     | 距離 (m) | 騎手       | 重量 | 着順 | 頭数 | 単勝人気 | タイム  | 馬場 | 1着馬 （2着馬）        | タイム差 （秒） |
| 1977.  | 9.24   | 川崎   | 新馬                   | -      | ダ950    | 長谷川茂   | 53   | 1着  | 5頭  | -        | 0:57.5  | 良   | -                      | -               |
|        | 10.8   | 川崎   | 3歳                    | -      | ダ950    | 長谷川茂   | 53   | 1着  | 5頭  | -        | 0:58.8  | 良   | -                      | -               |
|        | 11.3   | 大井   | ゴールドジュニアー     | 準重賞 | ダ1400   | 長谷川茂   | 53   | 1着  | 16頭 | -        | 1:26.5  | 良   | -                      | -               |
|        | 11.11  | 川崎   | ローレルハンデ         | 特別   | ダ1500   | 長谷川茂   | 56   | 4着  | 9頭  | -        | 1:36.6  | 良   | -                      | -               |
| 1978.  | 3.26   | 川崎   | 4歳特別                | 特別   | ダ1600   | 長谷川茂   | 56   | 2着  | 10頭 | -        | 1:44.1  | 良   | -                      | -               |
|        | 4.28   | 大井   | 若草特別               | 特別   | ダ1700   | 長谷川茂   | 55   | 4着  | 10頭 | -        | 1:46.3  | 良   | -                      | -               |
|        | 5.15   | 大井   | 羽田盃                 | 重賞   | ダ2000   | 長谷川茂   | 56   | 10着 | 16頭 | -        | 2:08.1  | 良   | ハツシバオー           | 2.6             |
|        | 6.13   | 大井   | 東京ダービー           | 重賞   | ダ2400   | 長谷川茂   | 57   | 5着  | 11頭 | -        | 2:33.0  | 良   | ハツシバオー           | 2.2             |
|        | 9.8    | 名古屋 | B1                     | -      | ダ1600   | 伊藤光雄   | 54   | 1着  | 9頭  | -        | 1:40.7  | 良   | -                      | -               |
|        | 11.4   | 名古屋 | みのり賞               | 特別   | ダ1800   | 伊藤光雄   | 54   | 1着  | 9頭  | -        | 1:54.7  | 良   | （カネヤマスター）     | -               |
|        | 11.20  | 名古屋 | かえで賞               | 特別   | ダ1800   | 伊藤光雄   | 55   | 1着  | 10頭 | -        | 1:56.3  | 良   | -                      | -               |
| 1979.  | 12.21  | 名古屋 | 選抜C1                 | -      | ダ1600   | 本名信行   | 55   | 1着  | 12頭 | -        | 1:42.4  | 稍重 | -                      | -               |
| 1980.  | 6.15   | 帯広   | 大平原賞               | 重賞   | ダ1800   | 山下信雄   | 53   | 1着  | 11頭 | 4番人気  | R1:49.7 | 良   | （スタイリスト）       | -0.8            |
|        | 6.30   | 旭川   | 天人峡特別             | 特別   | ダ1600   | 山下信雄   | 54   | 1着  | 10頭 | -        | 1:39.1  | 良   | -                      | -               |
|        | 7.21   | 旭川   | 常盤特別               | 特別   | ダ1600   | 山下信雄   | 55   | 1着  | 8頭  | -        | 1:40.1  | 良   | -                      | -               |
|        | 8.24   | 岩見沢 | 金杯                   | 重賞   | ダ1900   | 山下信雄   | 55   | 1着  | 7頭  | 1番人気  | R1:58.7 | 不良 | （シバフイルドー）     | -1.6            |
|        | 9.15   | 札幌   | 農林水産大臣賞典       | 重賞   | ダ1800   | 山下信雄   | 62   | 1着  | 11頭 | 1番人気  | 1:53.0  | 良   | （マツカゼセンプー）   | -1.2            |
|        | 10.5   | 札幌   | 道営記念               | 重賞   | ダ2000   | 山下信雄   | 59   | 1着  | 11頭 | 1番人気  | 2:05.6  | 良   | （スタイリスト）       | -0.3            |
| 1981.  | 5.17   | 岩見沢 | 瑞穂賞                 | 重賞   | ダ1600   | 山下信雄   | 56   | 1着  | 10頭 | 1番人気  | 1:40.6  | 稍重 | （ジュベルシンボリ）   | -1.2            |
|        | 6.22   | 旭川   | オープン               | -      | ダ1500   | 佐々木一夫 | 57   | 1着  | 6頭  | -        | 1:37.0  | 良   | -                      | -               |
|        | 7.12   | 旭川   | シルバーカップ         | 重賞   | ダ1600   | 佐々木一夫 | 58   | 1着  | 5頭  | 1番人気  | 1:41.5  | 良   | （シバフイルドー）     | -2.8            |
|        | 11.1   | 札幌   | 道営記念               | 重賞   | ダ2000   | 米川伸也   | 58   | 10着 | 15頭 | 1番人気  | 2:09.5  | 良   | サクラアケボノ         | 2.1             |
|        | 11.11  | 札幌   | 日本中央競馬会理事長賞 | 重賞   | ダ1800   | 米川伸也   | 59   | 1着  | 11頭 | 1番人気  | 1:52.9  | 不良 | （ムサシシヨウリユウ） | -1.7            |
| 1982.  | 5.3    | 岩見沢 | すみれ特別             | 特別   | ダ1600   | 佐々木一夫 | 52   | 1着  | 6頭  | -        | 1:42.9  | 稍重 | -                      | -               |
|        | 5.17   | 岩見沢 | 瑞穂賞                 | 重賞   | ダ1600   | 佐々木一夫 | 53   | 1着  | 9頭  | 1番人気  | 1:42.6  | 良   | （スタイリスト）       | -1.9            |
|        | 6.22   | 大井   | 中央競馬招待           | 重賞   | ダ1800   | 佐々木一夫 | 55   | 2着  | 10頭 | 2番人気  | 1:51.2  | 良   | アズマキング           | 1.2             |
|        | 7.25   | 帯広   | 大平原賞               | 重賞   | ダ1800   | 伊藤隆志   | 55   | 1着  | 6頭  | 1番人気  | 1:52.4  | 良   | （マルシンボーイ）     | -1.9            |
|        | 9.12   | 札幌   | 日本中央競馬会理事長賞 | 重賞   | ダ1800   | 佐々木一夫 | 62   | 1着  | 8頭  | 1番人気  | 1:53.5  | 良   | （シバフイルドー）     | -2.1            |
|        | 9.23   | 札幌   | 金杯                   | 重賞   | ダ1800   | 佐々木一夫 | 55   | 1着  | 5頭  | 1番人気  | 1:53.2  | 稍重 | （シバフイルドー）     | -1.2            |
|        | 11.3   | 札幌   | 道営記念               | 重賞   | ダ2000   | 佐々木一夫 | 59   | 1着  | 8頭  | 1番人気  | 2:05.7  | 重   | （アサヒオー）         | -1.2            |

### 引退後
引退後は種牡馬となり、同じくファーストファミリーを父に持つホウヨウボーイが早逝したこともあり後継種牡馬として期待された。産駒からは京都3歳ステークスを制し、東京優駿でもトウカイテイオーの5着に入るなど活躍したソーエームテキのほか、地方競馬の重賞勝ち馬も数頭輩出するなどの成績をあげた。前述のソーエームテキなど後継種牡馬も3頭輩出し、2016年11月現在でも現役競走馬として活動している直系子孫がいる。
1999年に種牡馬を引退、用途変更となった。その後の動静は不明。

#### 主な産駒
馬名が太字のものは、のち種牡馬になったものを表す。
| 馬名               | 生産年 | 戦績                               | 主な競走成績                                  |
| ------------------ | ------ | ---------------------------------- | --------------------------------------------- |
| コトノフラツシヤー | 1984   | 地方競馬：4戦3勝                   |                                               |
| クラカゲオー       | 1986   | 地方競馬：35戦9勝                  | 北海優駿（2着） 瑞穂賞（2着）                 |
| スーパーホース     | 1986   | 地方競馬：54戦12勝                 | 鳥海大賞典（1着） 紅葉賞（1着）               |
| ヒラヨシプリンス   | 1987   | 地方競馬：81戦9勝                  | 東京湾カップ（1着） ニューイヤーカップ（1着） |
| ソーエームテキ     | 1988   | 地方競馬：7戦2勝 中央競馬：16戦3勝 | 京都3歳ステークス（1着） NHK杯（3着）         |
| コトノハヤブサ     | 1989   | 地方競馬：67戦5勝                  | 若草賞（1着） 新潟皐月賞（1着）               |
| ヒノデマジョルカ   | 1993   | 地方競馬：24戦7勝                  | 花吹雪賞（1着） サラブレッド系3歳優駿（1着）  |

## 血統表
| コトノアサブキの血統                            | コトノアサブキの血統                           | コトノアサブキの血統    | （血統表の出典）       | （血統表の出典） |
| 父系                                            | ロイヤルチャージャー系                         | ロイヤルチャージャー系  | ロイヤルチャージャー系 | [ § 2 ]          |
| 父 *ファーストファミリー First Family 1962 栗毛 | 父の父First Landing 1956 鹿毛                  | Turn-to                 | Royal Charger          | Royal Charger    |
| 父 *ファーストファミリー First Family 1962 栗毛 | 父の父First Landing 1956 鹿毛                  | Turn-to                 | Source Sucree          |                  |
| 父 *ファーストファミリー First Family 1962 栗毛 | 父の父First Landing 1956 鹿毛                  | Hildene                 | Bubbling Over          | Bubbling Over    |
| 父 *ファーストファミリー First Family 1962 栗毛 | 父の父First Landing 1956 鹿毛                  | Hildene                 | Fancy Racket           |                  |
| 父 *ファーストファミリー First Family 1962 栗毛 | 父の母Somethingroyal 1952 鹿毛                 | Princequillo            | Prince Rose            | Prince Rose      |
| 父 *ファーストファミリー First Family 1962 栗毛 | 父の母Somethingroyal 1952 鹿毛                 | Princequillo            | Cosquilla              |                  |
| 父 *ファーストファミリー First Family 1962 栗毛 | 父の母Somethingroyal 1952 鹿毛                 | Imperatrice             | Caruso                 | Caruso           |
| 父 *ファーストファミリー First Family 1962 栗毛 | 父の母Somethingroyal 1952 鹿毛                 | Imperatrice             | Cinquepace             |                  |
| 母 キクノロイヤル 1970 鹿毛                     | 母の父*ハッピーオーメン Happy Omen 1960 黒鹿毛 | Hugh Lupus              | Djebel                 | Djebel           |
| 母 キクノロイヤル 1970 鹿毛                     | 母の父*ハッピーオーメン Happy Omen 1960 黒鹿毛 | Hugh Lupus              | Sakountala             |                  |
| 母 キクノロイヤル 1970 鹿毛                     | 母の父*ハッピーオーメン Happy Omen 1960 黒鹿毛 | Royal Applause          | Royal Charger          | Royal Charger    |
| 母 キクノロイヤル 1970 鹿毛                     | 母の父*ハッピーオーメン Happy Omen 1960 黒鹿毛 | Royal Applause          | Phase                  |                  |
| 母 キクノロイヤル 1970 鹿毛                     | 母の母ロイヤルベエンチャ 1965 鹿毛             | *ロイヤルチャレンヂャー | Royal Charger          | Royal Charger    |
| 母 キクノロイヤル 1970 鹿毛                     | 母の母ロイヤルベエンチャ 1965 鹿毛             | *ロイヤルチャレンヂャー | Skerweather            |                  |
| 母 キクノロイヤル 1970 鹿毛                     | 母の母ロイヤルベエンチャ 1965 鹿毛             | *ネヴアーヴエンチユアー | Faubourg               | Faubourg         |
| 母 キクノロイヤル 1970 鹿毛                     | 母の母ロイヤルベエンチャ 1965 鹿毛             | *ネヴアーヴエンチユアー | Esquire Girl           |                  |
| 母系(F-No.)                                     | (FN:14-c)                                      | (FN:14-c)               | (FN:14-c)              | [ § 3 ]          |
| 5代内の近親交配                                 | Royal Charger 4×4･4                            | Royal Charger 4×4･4     | Royal Charger 4×4･4    | [ § 4 ]          |
| 出典                                            | 1. 2. 3. 4.                                    | 1. 2. 3. 4.             | 1. 2. 3. 4.            | 1. 2. 3. 4.      |

父ファーストファミリーは、アメリカでガルフストリームパークハンデやレナードリチャーズステークスを勝つなど44戦7勝。半弟にはアメリカの三冠馬セクレタリアト、半兄にもサーゲイロードなどがいる良血。アメリカで種牡馬入り後に日本へ輸入され、ホウヨウボーイのほか札幌記念やマイラーズカップを勝ったローラーキングも輩出した。しかし、ホウヨウボーイがわずか1世代の産駒しか残せずに早逝したうえ、コトノアサブキの後継種牡馬となった3頭の産駒からも種牡馬になった馬が出なかったため、父系としてはほぼ断絶状態である。
母キクノロイヤルは中央競馬で4戦未勝利。半妹キクノホウランの産駒に、きさらぎ賞などを勝ったリードワンダーがいる。